# История на Милано
Милано (на италиански: Milano, на  милански диалект: Milan) е италиански град, столица на северноиталианския регион Ломбардия и на едноименния метрополен град, център на една от най-населените метрополни области на Европа. 

### Келтска епоха
Милано е основан около 590 г. пр.н.е. от келтско племе, принадлежащо към групата на инсубрите и към културата Голасека. Оригиналното име, предадено от латински автори като Mediolanum (Тацит, Плиний Стари) или Mediolanium (Тит Ливий) и от гръцките като Μεδιόλανον (Полибий, Плутарх, Дион Касий) или Μεδιολάνιον (Страбон), се появява в древен келтски надпис под формата на Meśiolano (където ś най-вероятно прави звука /d/). След това римският град постепенно се наслагва и заменя със средновековния. Следователно градският център на Милано непрекъснато се разраства като горски пожар до съвременните времена около първото келтско ядро.
Според легендарната традиция, съобщена от Тит Ливий и възродена през Средновековието от Бонвезин де ла Рива (в De Magnalibus urbi Mediolani), основаването на Милано е през VI век пр.н.е. на мястото, където е намерена полувълнистата свиня (scrofa semilanuta) – древният символ на града. Свинята е намерена от келтското племе, начело с Беловез – племенник на галския крал Амикат, изпратен от него в Северна Италия начело на група, съставена от различни галски племена. То побеждава етруските, дотогава доминирали района, в битката при Тичино през 600 г. пр.н.е. Твърди се, че Беловез основава селището по време на управлението на Тарквиний Приск. Според Тит Ливий Тарквиний Приск управлява от 616 до 579 г. пр.н.е.
Според археологическите находки келтският опидум трябва да имал същото местоположение и разширение като селището на Голасека, което е било по-старо, но с градски защитни съоръжения (никога неоткрити), вероятно изградени от дърво и пръст – събитие, което обяснява приписването на определението за „селище“ от Полибий и Страбон. Картата на разпространението на находките от Ранната желязна епоха показва, че това селище (V век пр.н.е.) е заемало площ от около 12 хектара близо до съвременния милански площад „Сан Сеполкро“.

### Римска епоха
След като е бил най-важният град на келтите инсубри, Милано е завладян от римляните през 222 г. пр.н.е. след тежка обсада от консулите Гней Корнелий Сципион Калв и Марк Клавдий Марцел. Завоеванието се противопоставя на идването на Ханибал Барка, с когото келтското население се съюзява. Едва в началото на II век пр.н.е. инсубрите и боите окончателно се подчиняват на римското господство. В крайна сметка римляните завладяват целия регион, наричайки новата провинция „Цизалпийска Галия“ (от лат. „Галия от тази страна на Алпите“) и може би дават на града неговото латинизирано име Mediolanum: на галски *medio- означава „среда, център“ и елементът на името -lanon е келтският еквивалент на латинското -planum „равнина ", така че *Mediolanon (латинизирано на Mediolānum) означава „(селище) в средата на равнината“.
Поради благоприятната си тилова позиция Милано е от стратегическо значение за кампаниите на Цезар по време на завладяването на Галия. От 58 до 50 г. пр.н.е. той е най-важният център на Цизалпийска Галия и в хода на икономическото си развитие през 49 г. пр.н.е. е издигнат от Гай Юлий Цезар, в рамките на Lex Roscia (даващ римско гражданство на транспаданците от Цизалпийска Галия), до муниципиум.
След като Юлий Цезар с медиолански войници отваря Британия за римската търговия и влияние, политическото признание на града е съпътствано от нарастване на военното му значение. По време на разделянето на Римската империя от Диоклециан през 286 г. Милано заедно с Трир става столица на Западната Римска империя. Диоклециан избира да остане в Източната Римска империя (със столица Никомедия), а неговият съимператор Максимиан – в Западната. Максимиан веднага кара да построят няколко гигантски паметници, както и голяма арена (470 х 85 м), Термите на Херкулес, голям комплекс от императорски дворци и няколко други сгради. Той увеличава площта на града до 375 акра, като го огражда с нова, по-голяма каменна стена (около 4,5 км) с множество 24-странни кули. Монументалната зона има кули близнаци и тази, включена по-късно в строежа на манастира Сан Маурицио Маджоре, остава висока 16,6 м.
През 313 г. император Константин I се споразумява в Милано с Лициний да позволи на всички граждани, включително и на християните, свободата да почитат своите божества. Той обнародва Медиоланския едикт (наричан още „Константинов едикт“). Скоро след това започват да се строят множество базилики. Константин е в Медиоланум, за да отпразнува сватбата на сестра си с Лициний. 
Ето какво разказва Децим Магн Авзоний за Медиоланум през 380 - 390 г.:
| „ | В Медиоланум всичко е достойно за възхищение, има големи богатства и много благороднически къщи. Населението е с големи способности, красноречие и приветливо. Градът се разраства и е заобиколен от двоен кръг от стени. Тук са арената, където хората се наслаждават на представленията, театърът с клиновидни стъпала, храмовете, крепостта на императорския дворец, монетният двор, кварталът, който носи името си от Херкулесовите терми. Дворовете с колонади са украсени с мраморни статуи, стените са заобиколени от стена от укрепени насипи. Конструкциите му са една от друга по-внушителни, като че ли са съперници, а размерът им не е намален дори от сравнението им с Рим. | “ |

В периода на епископ Амвросий (IV век) и император Теодосий I, който обявява християнството за единствената религия на империята със Солунския едикт, Милано е най-влиятелният център на Западната църква (в него Свети Августин приема християнството през 386 г. и получава кръщение на следващата година).
Древният Медиоланум е защитен от стена с кули и четири укрепления: Castrum Vetus, Castrum Portae Novae, Arx Romana и Castrum Portae Jovis. Римските стени на Милано и съответните градски порти са разрушени по време на обсадата на Милано през 1162 г. от Фридрих I Барбароса и по-късно са заменени от средновековните стени на Милано.

### Средновековие
Милано следва събитията на упадъка на Римската империя. През 402 г., след дълга обсада, градът успява да отблъсне вестготите на Аларих I: след тези факти император Хонорий решава да премести седалището на столицата на империята от Милано в Равена. Колапсът на късноантичното общество и последвалото падане на Западната Римска империя са компенсирани от първото заселване в Милано на германско племе: това на херулите на Одоакър. Започва епоха на упадък, който се задълбочава, когато Атила, кралят на хуните, плячкосва и опустошава града през 452 г. 
През 493 г. готите, начело с Теодорих Велики, побеждават Одоакър, който малко преди това сваля последния западен римски император Ромул Августул, слагайки край на историята на римската цивилизация в тази част на Европа. Все по-несигурната политическа и военна ситуация обаче нанася на града различни рани и Милано преживява първото си разрушение през 539 г.: римският император на Византия Юстиниан I, решен да завладее отново имперските територии на запад, атакува готския крал Теодахад: той изпраща генералите Велизарий и Нарсес в Италия под командването на неговите войски, започвайки това, което ще се превърне в дългата Готска война.
През 539 г., поради разногласия между двамата пълководци, Милано е оставен на милостта на остготите на пълководеца Урая (племенник на Витигис – бивш крал на италианските остготи), които го опожаряват, избивайки населението. Това събитие е отговорно за унищожаването на мрамора и големите сгради на римския Медиоланум: граждански сгради, езически храмове, големи и богати патрициански вили, които са разграбени и изгорени заедно с целия град. През 559 г. Милано е превзет от Нарсес, който го възстановява. В краткия византийски период вероятно е издигнат до столица на италианския диоцез (Северна Италия), въпреки че няма сигурни документални доказателства за този факт.
През VI век, със слизането на лангобардите в Паданската низина, Милано е подложен на грабежи, продължили няколко десетилетия,  което е последвано от първи импулс на възраждане. Столицата на лангобардското владение е близо до Павия, но Милано заема тази функция за кратък период от време при управлението на Агилулф и Теодолинда, и на техния син Адалоалд – от около 604 до около 626 г. Лангобардското кралство достига своя край през 774 г. със завладяването на Павия от Карл Велики. Той прави последния крал Дезидерий и съпругата му затворници, провъзгласява се за „Крал на франките и лангобардите с Божията помощ“ (Gratia Dei rex Francorum et Longobardorum) и през 800 г. е коронясан в Рим от папа Лъв III за първи император на Свещената Римска империя.
Значението на Милано е потвърдено като седалище на императорски граф и на епископ. Със свалянето на Карл III през 887 г. властта на централното правителство престава и графовете и епископите упражняват местната власт: градът се развива в свободна комуна, която постепенно разширява влиянието си върху голяма част от Ломбардия (IX век).
През XI век се наблюдава реакция срещу контрола на императорите на Свещената Римска империя. В Северна Италия възникват градове-държави, израз на новата политическа сила на градовете и тяхната воля да се борят срещу всички феодални власти. Милано не е изключение. По-специално създаването на съвременната Комуна Милано е през 1117 г.: през тази година е засвидетелствана за първи път дейността на консулите на Милано. Нарасналото му значение и независимост водят до неизбежен сблъсък със Свещената Римска империя. Не след дълго обаче италианските градове-държави започват да се бият помежду си, за да се опитат да ограничат съседните сили миланците унищожават Лоди и непрекъснато воюват с Павия, Кремона и Комо, които молят Фридрих I Барбароса за помощ. Те залавят императрица Беатрис Бургундска и я принуждават да язди магаре назад през града, докато не излезе. Това води до почти пълното разрушение на града през април 1162 г. от Фридрих I Барбароса. Впоследствие Милано е възроден след победата на Ломбардската лига в битката при Леняно на 29 май 1176 г.
Междувременно, както вече бе споменато, Милано избира да бъде управляван чрез консули. Въпреки това и също поради вътрешни разногласия между края на XII и началото на XIII век той преминава към режима на подеста. Този средновековен кмет е номиниран от други градове: Бреша, Лоди, Пиаченца, Болоня, Комо, Верчели, Бергамо, Мантуа, Генуа, Парма, Венеция, Модена, Кремона, Павия, Реджо Емилия и Форли с надеждата за техния неутралитет. Произходът му следователно покрива голяма част от Северна Италия, докато най-отдалеченият град, от който е номиниран подест на Милано, изглежда е Форли.
През Късното средновековие Милано е свидетел на борбата на фамилиите Дела Торе (наричани още „Ториани“) и Висконти за владението на града. През май 1259 г. е създадена Сеньория Милано след избирането на Мартино дела Торе за господар на Милано. От 1259 до 1277 г. Милано е управлявана от гвелфския род Дела Торе, а след битката при Дезио (21 януари 1277 г.) Наполеоне дела Торе е принуден да предаде длъжността на архиепископ Отоне Висконти. Господството на гибелинския род Висконти довежда до поредица от завоевания, които допринасят за това родът да получи херцогската титла през 1395 г., когато е създадено Миланското херцогство. Тогава Джан Галеацо Висконти става първият херцог на Милано, след като получава титлата от император Вацлав IV. Висконти успешно провежда експанзионистична политика и градът става столица на обширна, мощна и богата държава, която също се нуждае от символи, за да узакони своята хегемонна роля. Той желае катедрала за своя град, която да съперничи на големите катедрали в Европа: това е Миланската катедрала, чието строителство започва през 1386 г.
Икономиката на града се разраства: през XIII век Милано е един от малкото европейски градове с повече от 100 хил. жители, процъфтяват занаятчийството, особено металообработката и производството и търговията на тъкани, както и селското стопанство и земеделието. Свидетелството за тази способност за обработката на метали и коване на оръжия днес се доказва от името на улиците в историческия център като напр. ул. „Спадари“ (мечопроизводители) и ул. „Сперонари“ (шпоропроизводители), които показват специализациите на миланските занаятчийски дюкяни от онова време, разположени там. Търговският трафик е интензивен и благодарение на изграждането на канала Навильо Гранде, който благоприятства търговията и разумно напоява провинцията.
Родът Висконти управлява Милано до 1450 г. – зората на Ренесанса. През 1447 г. Филипо Мария Висконти, херцог на Милано, умира без мъжки наследници. След края на линията на Висконти е създадена Амвросианската република. Тя носи името си от Свети Амвросий – покровителят на града. Фракциите на гвелфите и гибелините работят заедно за създаването ѝ. Независимо от това републиката се разпада, когато през 1450 г. Милано е завладян от Франческо I от Дом Сфорца, което прави Милано един от водещите градове на Италианския ренесанс.  В тези години Милано става един от първите центрове на капитализма. Допълнителен импулс на местната икономика придава развитието на бубарството. За да се покаже гордостта от този растеж, е завършен Замъкът на Сфорците, вече съществуващ в епохата на Висконти с името „Замък при Порта Джовия“, но пригоден, разширен и завършен от Сфорца. Той се издига на юг на същото място като римският Castrum Portae Jovis. Изградена и Голямата болница (Оспедале Маджоре). Сфорца също така успяват да привлече в двора си личности като Леонардо да Винчи, който препроектира и подобрява хидравликата на каналите и рисува „Тайната вечеря“, и Донато Браманте, който работи върху църквата „Санта Мария пресо Сан Сатиро“, базиликата „Сант Амброджо“ и църквата „Санта Мария деле Грацие“; двамата повлияват развитието на Ломбардския ренесанс.

### Модерна епоха
Последният независим владетел на Милано Лудовико Сфорца Мавърът поисква помощта на френския крал Шарл VIII срещу другите италиански държави, като в крайна сметка отприщва Италианските войни. Братовчедът на краля Луи XII участва в експедицията и осъзнава, че по-голямата част от Италия е практически беззащитна. Това го кара да се върне няколко години по-късно през 1500 г. и да поиска Миланското херцогство за себе си, тъй като баба му е била член на управляващото семейство Висконти. По това време Милано е защитаван от швейцарски наемници. След победата на наследника на Луи – френският крал Франсоа I над швейцарците в битката при Мариняно през 1515 г. херцогството му е обещано. Когато испанският хабсбургски император Карл V побеждава Франсоа I в битката при Павия през 1525 г., Северна Италия, включително Милано, преминава към Хабсбургска Испания. Карл V, като император на Свещената Римска империя, поставя на трона Франческо II Сфорца, който умира без наследници през 1535 г., след което с императорска грамота той номинира сина си Филип II Испански за херцог. Всъщност през 1556 г. Карл V абдикира в полза на сина си Филип II и брат си Фердинанд I. Италианските владения на Карл, включително Милано, преминават към Филип II и остават при испанската линия на Хабсбургите, докато австрийската линия на Фердинанд от Хабсбургите управлява Свещената Римска империя.
Правата на Испанската империя върху Миланското херцогство са окончателно признати с Мира от Като Камбрези през 1559 г. Испанското господство започва с дълъг период на мир (1535 - 1620 г.). Карл V издава Costitutiones Mediolanensis Dominii, които оставят на херцогството широка автономия на управление; единственото ограничение е лоялността към суверена, но това създава вреден дуализъм с кралските служби, който никога няма да бъде напълно преодолян. Карл V също кара да изготвят оценката на херцогството, която е завършена през 1560 г. Тази оценка трябва да позволи по-доброто събиране на данъци, но реално предизвиква съпротивата на духовенството и на олигархиите, които контролират града и херцогското управление: те не желаят да се откажат от привилегии и имунитети. Така започва фискалното затягане, което не спира до 1706 г.
Опустошителната чумна епидемия от 1629 - 1631 г., която отнема живота на около 60 хил. души от население от 130 хил., причинява безпрецедентно опустошение в града и дълбоко белязва неговата култура. По-късно темата за чумата е възприета от Алесандро Манцони както в романа му „Годениците“, така и в историческия му очерк „Историята на позорната колона“. „Историята“ е писание с висока историческа и социална стойност, през което авторът предлага на задълбочено размишление грешките, допуснати от съдиите, които злоупотребяват с властта си, за да осъдят двама души, считани за разпространители на заразата. Чумната епидемия е възприета от мнозина като символ на лошото испанско управление и упадък и се смята за едно от последните огнища на вековната пандемия от чума, започнала с Черната смърт.
Малко са очевидните признаци, останали в Милано от испанското господство: Испанските стени, разрушени между края на XIX и началото на XX век (построени по нареждане на губернатор Феранте I Гондзага през 1549, те са построени за 11 години и чертежът им продължава моноцентричното разширение на града), бароковата църква „Сан Джузепе“, Коледжо Елветико на ул. „Сенато“ (днешно седалище на Държавния архив) – и двете дело на Франческо Мария Ричини, и Дарсена ди Порта Тичинезе - док, разкопан по нареждане на испанския губернатор Педро Енрикес де Асеведо, граф на Фуентес.
През 18 век Милано преминава от испанско към австрийско господство, което продължава до епохата на Наполеон, с изключение на 1733 - 1736 г., когато е под контрола на Кралство Сардиния. Това е период на културно възраждане, който преживява работата на интелектуалци като Пиетро Вери, Чезаре Бекария и Паоло Фризи. Благодарение на политиката на Хабсбургите Милано се превръща в един от основните центрове на Италианското просвещение.
Със смъртта на Карлос II се разраства голямата война за неговото наследство. На 24 септември 1706 г. принц Евгений Савойски е пред вратите на Милано и испанският губернатор – Принцът на Водмон бързо напусна града, оставяйки го на милостта на новото австрийско господство. Той е последван от губернатора Максимилиан Карл Льовенщайн-Вертхайм-Рошфор, който е запомнен с това, че възстановява Кралския херцогски театър (Teatro Regio Ducale), по-късно унищожен от пожар.
През 1713–1714 г. договорите от Утрехт и Ращат официално потвърждават австрийския суверенитет над повечето италиански владения на Хабсбургска Испания, включително Ломбардия и нейната столица Милано. Австрийската империя властва над Милано до 9 май 1796 г., когато ерцхерцог Фердинанд Карл Хабсбург-Есте напуска града поради пристигането на Наполеон Бонапарт, ангажиран с италианската кампания. От 1796 до 1797 г. Милано е столица на Транспаданската република. От 1797 до 1802 г. е седалище на правителството на Цизалпийската република. От 1802 до 1805 г. е столица на Наполеоновата италианска република и от 1805 до 1814 г. е седалище на правителството на наполеоновото Кралство Италия.
Идването на Наполеон Бонапарт събужда вълна от ентусиазъм у миланците, които виждат в него възможността да реализира новите френски революционни идеали, дългоочаквани през консервативния период на управление на австрийците. Френската армия влиза в Милано на 15 май и след около година бунтове, вдъхновени от якобинцикте, следва конституцията на Цизалпийската република през 1797 г. Въпреки това тя няма лесен живот, защото след напускането на Наполеон Милано отново изпада в якобинство и не е в състояние да се противопостави на каквато и да е съпротива срещу завръщането на австрийците през 1799 г., които предприемат политическа репресия. След назначаването на Наполеон за първи консул, благодарение на победата в битката при Маренго, градът става столица на наполеоновото Кралство Италия.

### От епохата на Наполеон до Втората световна война
При падането на Наполеон Бонапарт, с Виенския конгрес (1815 г.) Милано се завръща под австрийско управление, вече не като херцогство, а като столица на новороденото Кралство Ломбардия-Венеция. Това положение остава до 1859 г., когато по време на Втората война за независимост Милано става част от Кралство Сардиния, превърнало се през 1861 г. в Кралство Италия.
През 1848 г. Милано е място на едно от най-значимите събития на италианското Рисорджименто: Петте дена на Милано. Това е антиавстрийското въстание, започнало на 18 март 1848 г. и продължило до 22 март, достигайки до временно освобождаване на територията от австрийска власт. Те съответстват на периода на Първата италианска война за независимост. То принуждава фелдмаршал Радецки временно да се оттегли от града. Граничното кралство Пиемонт-Сардиния изпраща войски, за да защити въстаниците и да организира референдум, който ратифицира с огромно мнозинство обединението на Ломбардия с Пиемонт-Сардиния. Но само няколко месеца по-късно австрийците успяват да изпратят нови сили, които разбиват пиемонтската армия в битката при Кустоца на 24 юли 1848 г. и да възстановят австрийския контрол над Северна Италия. Около десет години по-късно обаче италиански националистически политици, офицери и интелектуалци като Камило Бенсо ди Кавур, Джузепе Гарибалди и Джузепе Мацини успяват да съберат огромен консенсус и да притиснат монархията да сключи съюз с новата Френска империя на Наполеон III, за да победи Австрия и да създаде голяма италианска държава в региона. В битката при Солферино през 1859 г. френските и италианските войски нанасят тежко поражение на австрийците, които отстъпват под Куадрилатерато (защитна система на австрийците от четири крепости, разположени между Ломбардия и Венеция). След тази битка Милано и останалата част от Ломбардия са включени в Пиемонт-Сардиния, която след това продължи да анексира всички останали италиански градове и провъзгласява раждането на Кралство Италия на 17 март 1861 г.
След анексирането на Рим към италианската държава (1870 г.) и превръщането му в столица, известно време Милано е квалифициран с титлата „Морална столица“. Според Руджеро Бонги определението е крилата фраза, въведена в годините, в които той режисира La Perseveranza, и тя става популярна след успеха на индустриалния панаир през 1881 г. Той намеква за миланския характер на епохата, благодарение на който е осъществена индустриализацията на града и околните райони. Този епитет не се използва в днешно време или се използва предимно с иронична цел.
През 1883 г. в Милано е открита електроцентралата Санта Радегонда – първата електроцентрала в Европа   и втората в света след тази в Ню Йорк. Строителството, ръководено от инж. Джузепе Коломбо, е увековечено върху колона на едноименната улица от плоча, поставена по-късно от Луиджи Дада.
В края на XIX и в началото на XX век Милано преживява изключително индустриално развитие и развитие на третичния сектор, което го поставя в центъра на икономическите събития в Италия. Той е седалище на Световното изложение през 1906 г., което отпразнува откриването на тунела Симплон. Политическото обединение на Италия засилва икономическото господство на Милано над Северна Италия. Гъста железопътна мрежа, чието изграждане е започнато под патронажа на Австрия, е завършена за кратко време, превръщайки Милано в железопътен център на Северна Италия и с откриването на железопътните тунели Готард (1882) и Симплон (1906) в главния южен Европейски железопътен център за превоз на стоки и пътници. Всъщност Милано и Венеция са сред основните спирки на Ориент Експрес, който започва да работи от 1919 г. Изобилните водноелектрически ресурси позволяват развитието на силен стоманен и текстилен сектор и тъй като миланските банки доминират във финансовата сфера на Италия, градът се превръща във водещ финансов център на страната. 
Много бързата индустриализация през последните две десетилетия на XIX век води до раждането на масивна работническа класа, както и до остри социални конфликти. От 6 до 9 май 1898 г. Милано е разтърсен от репресиите на ген. Фиоренцо Бава Бекарис поради Бунтовете в Милано (Moti di Milano). Това са бунтове на част от населението на града срещу правителството. Сблъсъците се състоят след демонстрации на работници, които излизат на улицата срещу полицията и войниците, за да протестират срещу условията на труд и поскъпването на хляба през предходните месеци, както се случва и в други италиански градове през същия период. Генералът действа твърдо от самото начало, за да задуши всяка възможна форма на протест; безразборното използване на огнестрелни оръжия и по-специално на оръдия в града води до желания резултат, но също така и до много жертви, често просто странични наблюдатели. „Оръдията на Бава Бекарис“ остават в историята като символ на безсмислени и кървави репресии.
Военните усилия по време на Първата световна война водят до силно развитие на промишлеността (не само на тежката) с последващи трудности при последвалото следвоенно преобразуване; това е съчетано с разочарованието от многобройните очаквания за по-голямо благополучие и демокрация, генерирани не само в Италия от пропагандата за военна служба: първоначално социалното напрежение води до това, което историците наричат Червен двугодишен период, в отговор на който намира нов живот фашизмът.
В началото на XX век Милано е град със силна социалистическа конотация поради своя социален състав: Филипо Турати (избиран многократно в Италианския парламент именно благодарение на Милано) основа Миланската социалистическа лига през 1889 г. и е един от основателите през 1892 г. на Италианската социалистическа партия. От 1911 г. в града е разположена централата на партийния ѝ орган – всекидневникът „Аванти“, а Бенито Мусолини е един от ръководителите ѝ (1913-1914 г.). Социалисти са и последните двама демократично избрани кметове на Милано: Емилио Калдара през 1914 г. и лекарят Анджело Филипети през 1920 г.
На 14 февруари 1916 г., в средата на Първата световна война, Милано претърпява първата въздушна бомбардировка в историята си: два военни бомбардировача на Австро-унгарските имперско-кралски военновъздушни сили хвърлят много бомби в районите Порта Романа и Порта Витория, причинявайки 16 загинали и около 40 ранени. Двата бомбардировача се оттеглят необезпокоявани в авиобазата Гардоло (в Трентино, тогава част от Австро-Унгарската империя), откъдето са излетели.
Годините непосредствено след Първата световна война са пълни със социално напрежение, кулминирало в гореспоменатия червен двугодишен период с кървави сблъсъци между анархистки, работнически и комунистически движения и зараждащото се фашистко движение. Люлката на фашизма е именно Милано, където на 23 март 1919 г. в залата на Индустриалния съюз на пл. Сан Сеполкро се ражда Италианският съюз на борбата. От Милано бъдещият фашистки диктатор стартира своя поход към Рим на 28 октомври 1922 г.  
На 12 април 1928 г. градът е разтърсен от сериозната атака срещу крал Виктор Емануил III, при която 20 души са убити от експлозия на взривно устройство, докато чакат да присъстват на преминаването на краля по случай церемонията по откриването на 8-то издание на Търговския панаир. 
През 1929 - 1930 г. е покрит Кръгът Навили (Cerchia dei Navigli) – наводняемият защитен ров на средновековните стени на Милано. По този начин коренно се променя обликът на много от градския пейзаж.
По време на Втората световна война Милано регистрира най-сериозните въздушни бомбардировки, понасяни някога от голям италиански град. През август 1943 г., в рамките на една седмица, той претърпява множество въздушни нападения, които унищожaват 1/3 от застроената площ и удрят 50% от сградите, оставяйки 150 хил. души без дом. Самолетите пускат бомбите от много голяма надморска височина, удряйки на случаен принцип сградите в историческия център. Ла Скала, Дворец „Марино“, универсалният магазин „Ринашенте“, централата на в. „Кориере дела Сера“, фабриките на Пирели, Алфа Ромео и Бреда са подложени на тежък обстрел, а Галерия „Виктор Емануил II“ остава без покрив. Миланската катедрала е пощадена въпреки срутването на десетки статуи. Засегнати са също така Замъкът на Сфорците, църквата „Санта Мария деле Грацие“, Кралският дворец, Пинакотека „Амброзиана“ и болницата Фатебенефратели.
Трагично е избиването на 184 деца от началното училище в Горла на 20 октомври 1944 г. Седемнадесет самолета от 451-ва бомбардировъчна група на Американската авиация, пропуснали целта (заводите в Бреда), защото се отклоняват от курса, хвърлят 170 200-килограмови бомби върху кварталите Горла, Прекото и Туро. Един от тях се удря стълбите на училището, докато деца, учители и персонал се опитват да стигнат до укритията: има 614 жертви.
Когато Италия капитулира през 1943 г., германските сили окупират и разграбват по-голямата част от Северна Италия, подхранвайки раждането на масивно съпротивително партизанско движение.
На 29 април 1945 г. американската Първа бронирана дивизия настъпва към Милано, но преди да пристигне, италианската съпротива завзема контрола над града и екзекутира Мусолини заедно с любовницата му и няколко офицери от режима, които по-късно са обесени и изложени на пл. „Лорето“, където една година преди това са екзекутирани някои членове на съпротивата. Фашистите са застреляни от група партизани, начело с Валтер Аудизио на 28 април следобед. Тълпата започва да тъпче и удря телата и само благодарение на намесата на пожарникарите и на някои партизани те са спасени от гнева ѝ и са окачени с главата надолу върху сенника на бензиностанцията на площада.

#### От края на Втората световна война до XXI век
Милано е град - емблема на Съпротивата: 25 април, денят на освобождение на Италия от фашизма, е в чест на общото партизанско въстание на 25 април 1945 г., довело до освобождението на Милано. След Втората световна война, след раждането на Италианската република на 2 юни 1946 г., градът е и един от двигателите на индустриалното и културно възстановяване на следвоенна Италия. 
По време на следвоенния икономически бум усилията за възстановяване и т. нар. „италианско икономическо чудо“ привличат голяма вълна от вътрешна миграция (особено от селските райони на Южна Италия) към Милано. Населението нараства от 1,3 милиона през 1951 г. до 1,7 милиона през 1967 г. През този период Милано бързо се възстановява с изграждането на няколко иновативни и модернистични небостъргачи като Торе Веласка и Пирели Тауър, които скоро се превръщат в символи на тази нова ера на просперитет. Икономическият просперитет обаче е засенчен в края на 60-те и началото на 70-те години на 20 век по време на т. нар. „Оловни години“, когато Милано става свидетел на безпрецедентна вълна от улично насилие, работнически стачки и политически тероризъм. В Милано са някои от най-големите сблъсъци на Италия през 1968 г. Тук е първият епизод от т. нар. „Стратегия на напрежението“: атентатът на пл. „Фонтана“ на 12 декември 1969 г., когато избухва бомба в Националната аграрна банка на пл. „Фонтана“, убивайки 17 и ранявайки 88 души. 
През 80-те години на XX век, с международния успех на миланските модни къщи като Армани, Версаче и Долче и Габана, Милано се превръща в една от световните модни столици. Градът отбелязва също значително нарастване на международния туризъм, особено от Америка и Япония, докато фондовата борса увеличава пазарната си капитализация повече от пет пъти. От края на 1980-те г. градът започва да е наричан от медиите „Милано за пиене“ (Milano da bere). Това е име, произлизащо от рекламен слоган, който се превръща в символ на епоха, в която Милано и цялата нация могат да се радват на широк просперитет.
През последната четвъртина на XX век градът е в центъра на италианската политика. Процесът започва с издигането на миланската управляваща класа на Италианската социалистическа партия начело с Бетино Кракси до националното управление. През 90-те години на XX век в Милано се разразява скандалът „Чисти ръце“ или „Танджентòполи“ – поредица съдебни разследвания в Италия през първата половина на 1990-те г. от различни съдебни прокурори, които разкриват измамна и корумпирана система, обвързала италианската политика и бизнес, В този политически скандал много политици и бизнесмени са съдени за корупция. Градът също е засегнат от тежка финансова криза и постоянен спад в производството на текстил, автомобили и стомана. Проектите „Милано 2“ и „Милано 3“ на миланския предприемач Силвио Берлускони са най-важните жилищни проекти от 80-те и 90-те години на XX век в Милано и донасят на града нова икономическа и социална енергия. Възходът на предприемача води до ръководството му на дясноцентристка коалиция. 
В началото на XXI век Милано претърпява серия от широкообхватни реконструкции върху огромни бивши индустриални зони. Два нови бизнес района - Порта Нуова и CityLife са построени в рамките на десетилетие, променяйки радикално силуета на града. Дългият упадък в традиционното производство е засенчен от голямото разрастване на издателската дейност, финансите, банкирането, модния дизайн, информационните технологии, логистиката и туризма. Продължителният десетилетия спад на населението на града изглежда частично преодолян през последните години. Успешното ребрандиране на града като глобална столица на иновациите допринася за успешните му кандидатури за домакинство на големи международни събития като Експо 2015 и Зимни олимпийски игри 2026. 
Днес Милано е важен търговски и индустриален център, както в рамките на Европейския съюз, така и в международен план, както и основен италиански център за услуги и третичния сектор, финансите, модата, издателската дейност и промишлеността. Също така е седалище на Италианската фондова борса (разположена на пл. „Афари“), един от най-важните финансови центрове в Европа, и е основно място на административните офиси на десетки мултинационални компании. Милано е един от големите университетски, издателски и телевизионни центрове в Европа. Неговият изложбен център Фиера ди Милано с най-голямата изложбена площ в Европа се премества в много по-голям обект в близкия град Ро. Дългият упадък в традиционното производство е засенчен от голямото разрастване на издателската дейност, финансите, банкирането, модния дизайн, информационните технологии, логистиката и туризма.
След официалното връчване от Международното бюро по изложения на 31 март 2008 г., от 1 май до 31 октомври 2015 г. градът е домакин на Експо 2015 на тема „Храни“. Милано присъства в публикациите на Групата за изследване на глобализацията и световните градове на университета в Лафбъроу, където през 2004 г. е класифициран като „зараждащ се глобален град“ заедно с Амстердам, Бостън, Чикаго, Мадрид, Москва и Торонто. През 2016 г. той печели Европейската награда за достъпни градове.

## Обяснителни бележки
1. ↑  Полувълнистата свиня (la Scrofa Semilanuta) е митологично животно, символ на Милано преди епохата на комуните. Легендата разказва, че основателят на Милано е келтът Беловез, който прекосил Алпите и територията на едуите, за да пристигне в Паданската низина. Беловез видял на мястото, посочено от богиня в съня, дива свиня, която имала особеността да има много дълга четина в предната част на тялото (полувълниста свиня). Тогава келтският вожд решил да построи своя град на това място и да го нарече Медиоланум, тоест „полувълниста“ (medio-lanum). Източник La scrofa semilanuta Архив на оригинала от 2022-08-31 в Wayback Machine., на milanosegreta.com, посетен на 31 август 2022 г.
2. ↑  Завоеванието е през 43 г. сл.н.е. и е дело на император Клавдий.
3. ↑  Chronica.: «Hoc anno Narses ex praeposito et patricio post tantos prostratos tyrannos, [...] Mediolanum vel reliquas civitates, quas Goti destruxerant, laudabiliter reparatas, de ipsa Italia a supra scripto Augusto remotus est.» („В тази година Нарсес бивш препозит и патриций, след като победи много тирани [...] и възстанови похвално Милано и останалите градове, които готите бяха разрушили, бе свален от управлението на Италия от гореспоменатия Август Юстиниан II.“)
4. ↑  Франческо I Сфорца се жени през 1441 г. за Бианка Мария Висконти – извънбрачна дъщеря на Филипо Мария Висконти.
5. ↑  Негов предшественик – Луи Орлеански се жени през 1389 г. за  Валентина Висконти – дъщеря на първия херцог на Милано Джан Галеацо Висконти.
6. ↑  Филип поема длъжността през 1556 г., след като се заклева във вярност към чичо си Фридрих Красивия – император след абдикацията на Карл V.
7. ↑  Става въпрос за Nuove Costituzioni, върху които са сложили ръка Лудовико Мавърът и Франческо II Сфорца.
8. ↑  По-специално препратките към „морала“ са особено обект на ирония след някои скандали, като този с Duomo Connection или този с Чисти ръце. Вж. напр. Colaprico. Още в края на 19 век епитетът е оспорван, например в Barilli.
9. ↑  Електроцентрала е открита в Лондон година по-рано, за да освети виадукта Холборн, но тя няма дистрибуторска мрежа.
10. ↑  Закупена в Париж от инж. Джузепе Коломбо на Индустриалното изложение, където е донесена от Томас Едисън с демонстративна цел, докато той строи оперативна такава в Ню Йорк.
11. ↑  Става Националфашистка патия в Рим през ноември 1921 г. на конгреса, който определя сливането с Италианската националсоциалистическа партия.
12. ↑  След като тази фаза приключва, „желаната връзка между етика и развитие остава незавършена и се създава в отвореното се политическо-културнот пространство „тактическа" система за оцеляване според Mario Abis, Milano nella competizione internazionale, Rivista italiana di comunicazione pubblica, Fascicolo 36, 2008, p. 123 (Milano: Franco Angeli, 2008). Там се твърди и че Милано е застарял, затворник на своя стереотип за ефективен и динамичен град. Последната голяма възможност е именно породена от историческия контекст на Чисти ръце: в Милано би могло да се  конкретизира идеята, че Италия би тръгнала отново чрез това дело на „прочистване“. „Милано за пиене“ минава през рещително изпитание, което би довело до възход на формата на модерни политики, но и този пасаж е безуспешен".

## Библиографски бележки
1. ↑  Gualdoni p. 10..
2. ↑  Cronologia di Milano dalla fondazione fino al 150 d.C. //   Посетен на 2022-7-29.
3. ↑  Polibio, Storie, II, 34.10-15; Cassio Dione Cocceiano, Storia romana, XII, 51-52; Zonara, L'epitome delle storie, VIII, 20.
4. ↑  Tito Livio (Historiae, 5,34).
5. ↑  Treccani. Milano //   Посетен на 2022-7-31.
6. ↑  Tito Livio, Ab Urbe condita, V, XXXIV; la traduzione delle citazioni testuali è in Tito Livio, Storia di Roma (a cura di Guido Vitali e Carlo Vitali), Milano, Mondadori, 2007, vol. I, p. 769
7. ↑  Maurizio Harari. Nascita dell'Insubria (2017) //   Посетен на 2022-7-31.
8. ↑  Livius, Ab Urbe condita 5.34–35.3.
9. ↑  Soprintendenza di Milano L'anfiteatro di Milano e il suo quartiere ed. Skira
10. ↑  Treccani. Scipióne Calvo, Gneo Cornelio //   Посетен на 2022'7'31.
11. ↑  Marzo 222 a.C. nella battaglia di Clastidium la prima "unità d'Italia" sotto il vessillo della legione manipolare, //   Посетен на 2022'7'31.
12. ↑  I Celti //    Архивиран от оригинала на 2019-02-14. Посетен на 2018-8-6.
13. ↑  Delamarre, Xavier. Dictionnaire de la langue gauloise. 2nd.   Paris, Errance, 2003. ISBN 2-87772-237-6. с. 221–222.
14. ↑  Срв. G. Quintela and V. Marco '"Celtic Elements in Northwestern Spain in Pre-Roman times" e-Keltoi: Journal of Interdisciplinary Celtic Studies, 2005, отнасящи се до „топоним, ясен във втората част на съставното Medio-lanum (=Милано), означаващ „равнина“ или равнинна област...“
15. ↑  Le colonie romane //   Посетен на 2022-7-31.
16. ↑  L'anfiteatro, su serenoeditore.com. URL посетен на 6 юни 2018.
17. ↑  Le origini celtiche, i Romani e l'Impero (Dal 600 a.C al 397 d.C.) //   Посетен на 2018-6-21.
18. ↑  101 tesori nascosti di Milano da vedere almeno una volta nella vita, di Gian Luca Margheriti //   Посетен на 2022-7-31.
19. 1 2  Le invasioni barbariche e il Medioevo //   Посетен на 2018-6-21.
20. ↑  JB Bury, History of the Later Roman Empire, capitolo 19, Бел. 123: «As to the meagre evidence for the vicarius Italiae residing at Milan and the vicarius urbis Romae see Diehl, op. cit. p161. ». Ravegnani, I Bizantini in Italia, p. 62 « [...] probabilmente venne restaurato il vicariato che [...] aveva retto la diocesi italiana»
21. ↑  Paolo Diacono, Libro II
22. ↑  Milan: a history of greatness, from its origins to the twentieth century //  Portale per il Turismo del Comune di Milano.   Посетен на 15 May 2017. (на английски)
23. ↑  Il regime comunale (sec. XII - sec. XIII) //   Посетен на 2022-9-29.
24. 1 2  Henry S. Lucas, The Renaissance and the Reformation p. 268.
25. ↑  The History of Milan – Relazioni Internazionali – Università Cattolica del Sacro Cuore //   internationalrelations.unicatt.it. Посетен на 14 January 2010.
26. ↑  John Lothrop Motley, The Rise of the Dutch Republic Vol.
27. ↑  Lo stato di Milano nella dominazione spagnola //   Посетен на 2022-7-31.
28. ↑  Cipolla, Carlo M. Fighting the Plague in Seventeenth Century Italy.
29. ↑  Alberto Casadei, Marco Santagata Manuale di letteratura italiana medievale e moderna, Laterza, 2007.
30. ↑  Graham J. Morris. Solferino //    Архивиран от оригинала на 2009-06-30. Посетен на 9 June 2009.
31. ↑  Parole d'autore: (onomaturgia).   Firenze, Sansoni.
32. ↑  Giovanna Rosa, Il mito della capitale morale: letteratura e pubblicistica a Milano fra Otto e Novecento, Milano, Edizioni di Comunità, 1982.
33. ↑  Rosanna Pavoni, Cesare Mozzarelli, Milano 1848-1898: ascesa e trasformazione della capitale morale, Venezia, Marsilio, 2000.
34. ↑  Energia a Milano.   Milano, Aem.
35. ↑  Storia dei trasporti italiani, vol1: dall'Omnibus alla metropolitana.   Milano. с. 88.
36. ↑  Gian Luca Lapini. La Centrale elettrica di via Santa Radegonda //   Посетен на 2022-7-29.
37. ↑  Expo 1906 //    Архивиран от оригинала на 2023-04-04. Посетен на 2022-7-31.
38. ↑  Caldara Emilio: il socialismo municipale //   Посетен на 2022-7-29.
39. ↑  1866-1936. Свален от длъжността "по причини за обществения ред" il 2 agosto 1922. Da Le vie di Milano, Hoepli, Milano, 2004
40. ↑  Milano 14 febbraio 1916: il primo bombardamento nella storia della città //    Архивиран от оригинала на 2016-9-20.
41. ↑  Roberto Roggero. Oneri e onori. Le verità militari e politiche della Guerra di Liberazione //   Посетен на 2022-7-31.
42. ↑  La traversata di Milano.   Milano, Mondadori. с. 75-76.
43. ↑  Cooke, Philip. Italian resistance writing: an anthology.   Manchester, Manchester University Press, 1997. ISBN 0-7190-5172-X. с. 20.
44. ↑  29 aprile 1945: piazzale Loreto //   Посетен на 2022-7-31.
45. ↑  Ginsborg, Paul. A history of contemporary Italy: society and politics, 1943 – 1988.   New York, Palgrave Macmillan, 2003. ISBN 1-4039-6153-0. с. 220.
46. ↑  John Foot. Milan since the miracle: city, culture, and identity.   New York, Berg, 2001. ISBN 1-85973-545-2. с. 119.
47. ↑  Italian Stock Exchange – Main indicators 1975–2012 //   Посетен на 16 October 2012.
48. ↑  L'uomo che inventò la Milano da bere //   1º aprile 2008.
49. ↑  John Foot. Milan since the miracle: city, culture, and identity.   New York, Berg, 2001. ISBN 1-85973-545-2. с. 119.
50. ↑  Mieg, Harald A/, Overmann, Heike. Industrial heritage sites in transformation : clash of discourses.   New York and London, Rutledge. ISBN 978-1-315-79799-1. с. 72.
51. ↑  Ni, Pengfei. The global urban competitiveness report 2011.   Cheltenham, Edward Elgar, 2012. ISBN 978-0-85793-421-5. с. 127.
52. ↑  OECD, OECD Territorial Reviews: Milan, Italy //   Посетен на 2022-7-31.
53. ↑  MIC //    Архивиран от оригинала на 2010-5-27.
54. ↑  New Milan Exhibition System official website //    Архивиран от оригинала на 2011-12-01. Посетен на 29 October 2012.
55. ↑  Ni, Pengfei. The global urban competitiveness report 2011.   Cheltenham, Edward Elgar, 2012. ISBN 978-0-85793-421-5. с. 127.
56. ↑  P.J. Taylor. Leading World Cities: Empirical Evaluations of Urban Nodes in Multiple Networks //   Посетен на 2022-7-31.
57. ↑  Premio europeo per le città accessibili //   Посетен на 2022-12-3.